# Século XX/Bestial Devastation
Século XX/Bestial Devastation ist eine Split-Veröffentlichung der brasilianischen Metal-Bands Overdose und Sepultura. Sie erschien 1985 als erste Veröffentlichung von Cogumelo Records, bis dahin ein Schallplattenladen, als LP und Picture Disc. Die jeweiligen Stücke beider Bands erschienen 1990 jeweils separat als EP, wobei Bestial Devastation einen und Século XX vier Bonustitel enthält.

## Titelliste
1. Sepultura · The Curse – 00:39
2. Sepultura · Bestial Devastation – 03:06
3. Sepultura · Antichrist – 03:46
4. Sepultura · Necromancer – 03:52
5. Sepultura · Warriors of Death – 04:07
6. Overdose · Anjos do Apocalipse – 10:02
7. Overdose · Filhos do Mundo – 06:04
8. Overdose · Século XX – 05:03

## Musikstil und Texte
Sepulturas Beiträge wurden mit übersteuerten Verstärkern aufgenommen und von der Band selbst produziert. Sie wurden ohne große Trommel aufgenommen, da Schlagzeuger Igor Cavalera kein Schlagzeugpedal besaß und nie eines verwandt hatte; er hatte das Schlagzeugspiel in den Jahren 1983 und 1984 mit ausschließlich einer kleinen Trommel, einer Boden-Tom und einem Becken erlernt. Max Cavaleras Gesang besteht aus „manischen Death-Metal-Growls und bösen Schreien“ Sepulturas Texte sind in englischer Sprache gehalten und behandeln apokalyptische Szenarien, Satanismus, Tod und Zerstörung. Entsprechend ist das Material als Death Metal, früher Black Metal oder black-metal-beeinflusster Thrash Metal einzuordnen.
Die Beiträge von Overdose erinnern „[s]treckenweise […] an eine Mischung aus alten SLAYER, HALLOWS EVE und ersten IRON MAIDEN-Scheiben“. Ihre Liedtexte sind in portugiesischer Sprache gehalten. Ihr Lied Anjos do Apocalipse spielt auf die sieben Posaunen der Offenbarung des Johannes und damit ebenfalls auf ein apokalyptisches Szenario an.

## Bedeutung
Die Split-LP gilt als bedeutende Veröffentlichung in der Geschichte des brasilianischen Metal und verhalf Cogumelo Records zur heutigen Stellung als Pionier und erste erfolgreiche Plattenfirma der dortigen Szene. Sepulturas Beitrag gilt außerdem als eine der ersten Death-Metal-Veröffentlichungen.